# (6138) Miguelhernández
(6138) Miguelhernández est un astéroïde de la ceinture principale.

## Description
(6138) Miguelhernández est un astéroïde de la ceinture principale. Il fut découvert le 14 mai 1991 à Kiyosato par Satoru Ōtomo et Osamu Muramatsu. Il présente une orbite caractérisée par un demi-grand axe de 2,34 UA, une excentricité de 0,19 et une inclinaison de 2,7° par rapport à l'écliptique.